# The Laundromat
The Laundromat is een Amerikaanse satirische dramafilm uit 2019 onder regie van Steven Soderbergh. De film gaat over het Panama Papers-schandaal en is gebaseerd op het non-fictieboek Secrecy World van journalist Jake Bernstein. De productie beschikt over een ensemblecast bestaande uit onder meer Meryl Streep, Gary Oldman, Antonio Banderas, Jeffrey Wright, Matthias Schoenaerts en Robert Patrick.

## Verhaal
Een weduwe onderzoekt na een bootongeluk een geval van verzekeringsfraude en komt zo in Panama-Stad uit bij de mysterieuze, financiële organisatie van Jürgen Mossack en Ramón Fonseca.

## Rolverdeling
| Acteur               | Personage               |
| -------------------- | ----------------------- |
| Meryl Streep         | Ellen Martin            |
| Gary Oldman          | Jürgen Mossack          |
| Antonio Banderas     | Ramón Fonseca           |
| David Schwimmer      | Matthew Quirk           |
| Sharon Stone         | Hannah                  |
| Melissa Rauch        | Melanie                 |
| Robert Patrick       | Captain Perry           |
| Jeffrey Wright       | Malchus Irvin Boncamper |
| Matthias Schoenaerts | Maywood                 |
| Shoshana Bush        | Rebecca Rubinstein      |
| James Cromwell       | Joe Martin              |
| Rosalind Chao        | Gu Kailai               |
| Will Forte           | Doomed Gringo #1        |
| Chris Parnell        | Doomed Gringo #2        |
| Nonso Anozie         | Charles                 |

## Historische achtergrond
In 2015 werden vertrouwelijke documenten van de Panamese juridische en zakelijke dienstverlener Mossack Fonseca gelekt aan journalisten. Dit groot datalek werd vervolgens door het International Consortium of Investigative Journalists (ICIJ) onderzocht en wereldkundig gemaakt. Via de gelekte Panama Papers werd een door honderden banken opgezet netwerk van belastingparadijzen en brievenbusfirma's blootgelegd. Prominente figuren uit onder meer de politiek, de financiële sector en sportwereld kwamen in opspraak en werden met belastingontduiking in verband gebracht.
In oktober 2019 dienden Jürgen Mossack en Ramón Fonseca een klacht in tegen de film. Ze beschuldigden Netflix en de film van laster en merkinbreuk.

## Productie

### Ontwikkeling
In juli 2016 raakte bekend dat Netflix van plan was om een film te maken over de Panama Papers. De streamingdienst wilde samen met producent John Wells het boek  Panama Papers: Het verhaal van een wereldwijde onthulling (2016) van de Duitse onderzoeksjournalisten Frederik Obermaier en Bastian Obermayer verfilmen. Tegelijkertijd ontwikkelde Steven Soderbergh samen met scenarioschrijver Scott Z. Burns een filmproject over hetzelfde onderwerp. Burns baseerde zijn script, getiteld The Laundromat, op het boek Secrecy World: Inside the Panama Papers Investigation of Illicit Money Networks and the Global Elite (2016) van de Amerikaanse journalist Jake Bernstein.
In mei 2018, tijdens het filmfestival van Cannes, werd bericht dat naast Meryl Streep, Gary Oldman en Antonio Banderas ook Netflix interesse toonde in Soderberghs project. In oktober 2018 werd bevestigd dat The Laundromat door Netflix zou uitgebracht worden.

### Casting
In mei 2018 werden Meryl Streep, Gary Oldman en Antonio Banderas voor het eerst aan The Laundromat gelinkt. Vijf maanden later werd hun casting bevestigd en raakte ook bekend dat David Schwimmer advocaat Matthew Quirk zou vertolken. Midden oktober 2018 werd de cast uitgebreid met Will Forte, Robert Patrick, Jeffrey Wright, Matthias Schoenaerts, James Cromwell, Chris Parnell en Melissa Rauch. Ook actrice Riley Keough, met wie Soderbergh eerder al had samengewerkt aan onder meer Logan Lucky (2017), werd aan een rol gelinkt. De actrice moest uiteindelijk afhaken omdat ze al aan een ander project verbonden was.

### Opnames
De opnames gingen midden oktober 2018 van start en eindigden in december 2018. Er werd gefilmd in onder meer Miami (Florida), Los Angeles, Santa Clarita en Lake Arrowhead (Californië).

## Release
The Laundromat ging op 1 september 2019 in première op het filmfestival van Venetië. Op 27 september 2019 werd de film in een select aantal Amerikaanse bioscopen uitgebracht. Op 18 oktober 2019 werd de film uitgebracht via de streamingdienst van Netflix.